# Церковь Святого Иакова (Безье)
Церковь Святого Иакова (фр. Eglise Saint-Jacques) — церковь романской архитектуры, расположена на территории площади Сан-Жак на территории французского города Безье. Церковь впервые упоминается в письменных источниках в X веке. Исторический памятник Франции.

## История
Первые упоминания о церкви Святого Иакова относятся к X веку.
Первым аббатом, имя которого упоминается в связи с церковью, был Аймерик. Упоминание датируется 907 годом. Здесь был похоронен в 969 году виконт Безье Ричард II. Один из аббатов Арно де Левезу стал архиепископом Норбонским.
Когда аббатство было упрощено, церковь Святого Иакова стала простой приходской церковью.
В XV веке аббатство было наполовину разрушено. В XVIII веке было построено две часовни, кирпичное хранилище на нефе. Во времена революции здесь размещался производственный цех.
Церковь была перестроена в XII веке, в XVIII веке церковь Святого Иакова потеряла свой первоначальный вид. Недавно в церкви проводились восстановительные работы. Строение расположено к югу от старого города.
Сооружение — образец романской архитектуры. Располагается на площади Сан-Жак. Территория вокруг церкви засажена платанами. Церковь обладает правильными пропорциональными формами. Внутри здания находится мраморная статуя Богоматери XVIII века и полотно, на котором изображен Фома Аквинский. За церковью, с внешней стороны открывается бельведер. Оттуда открывается вид на долину реки Обр.
Церковь Святого Иакова представляет собой французский исторический памятник.

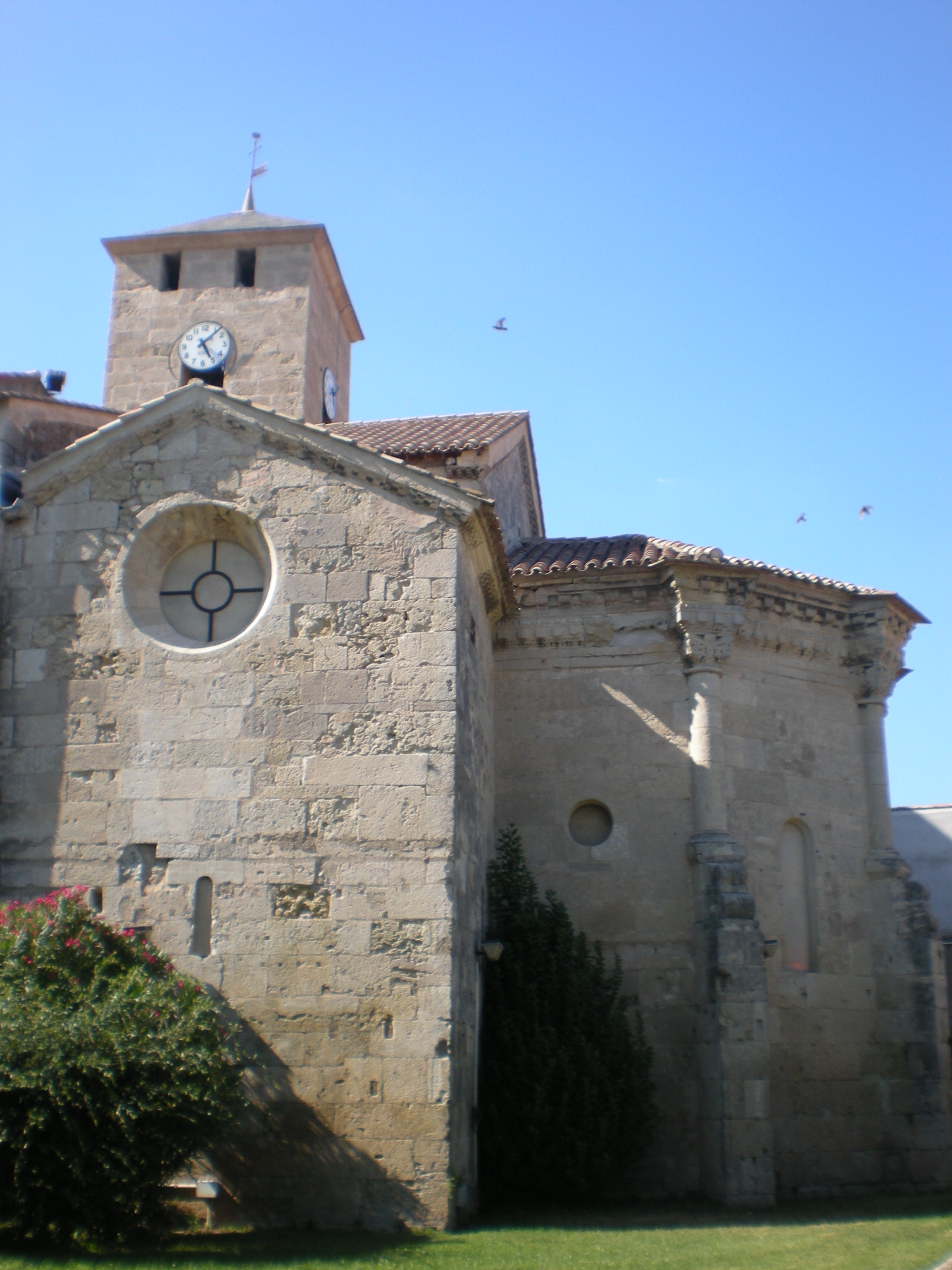
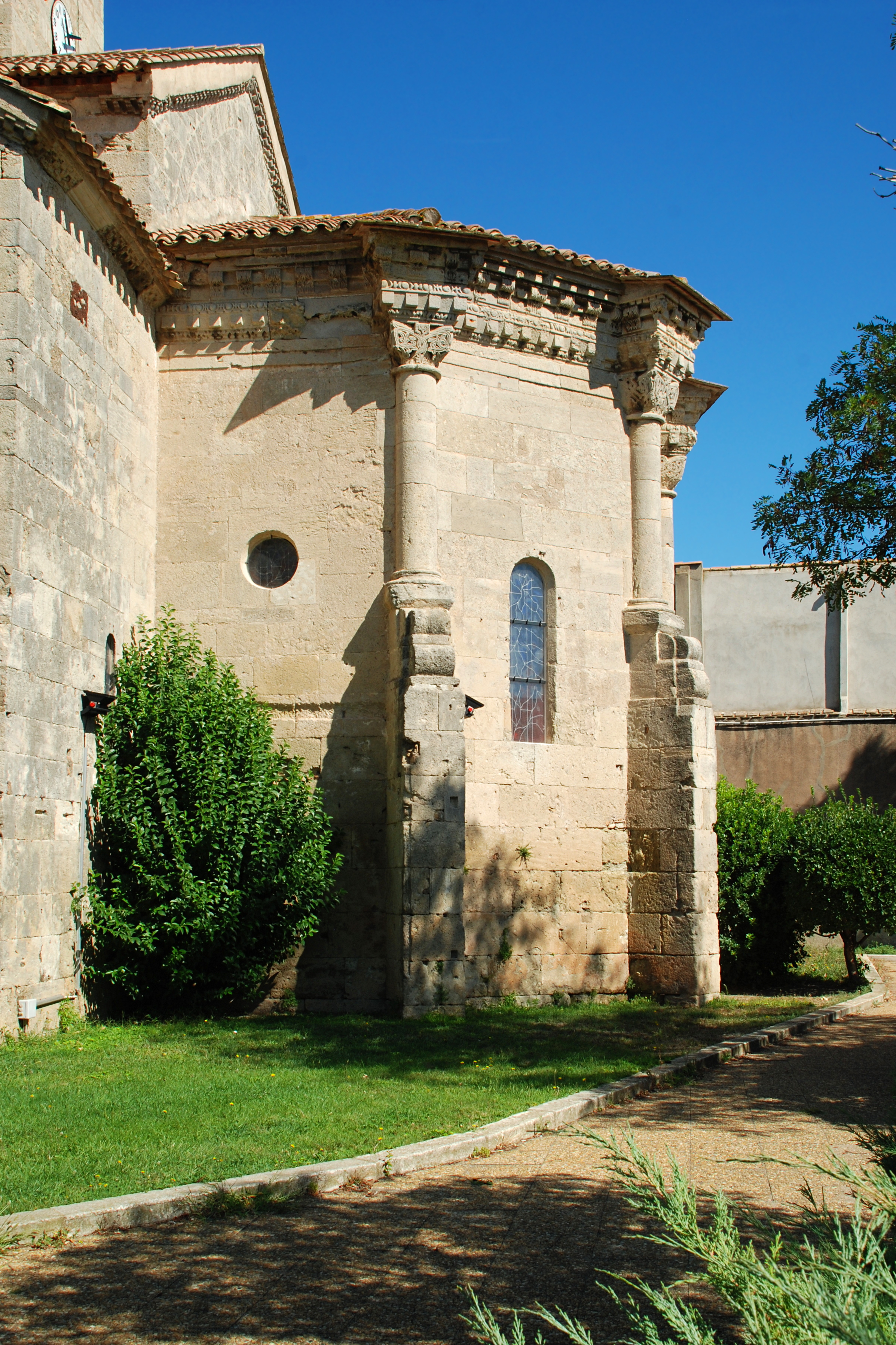
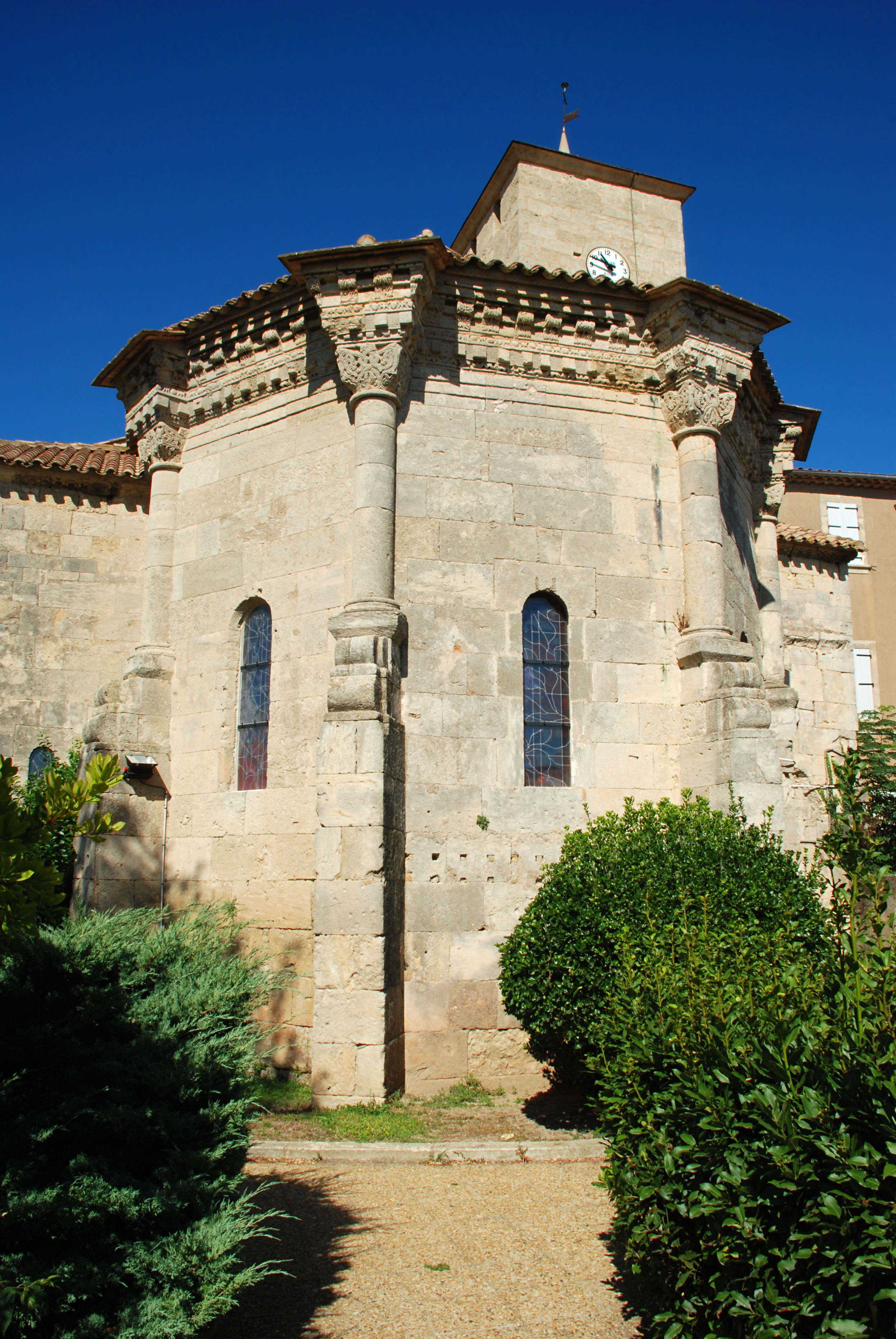
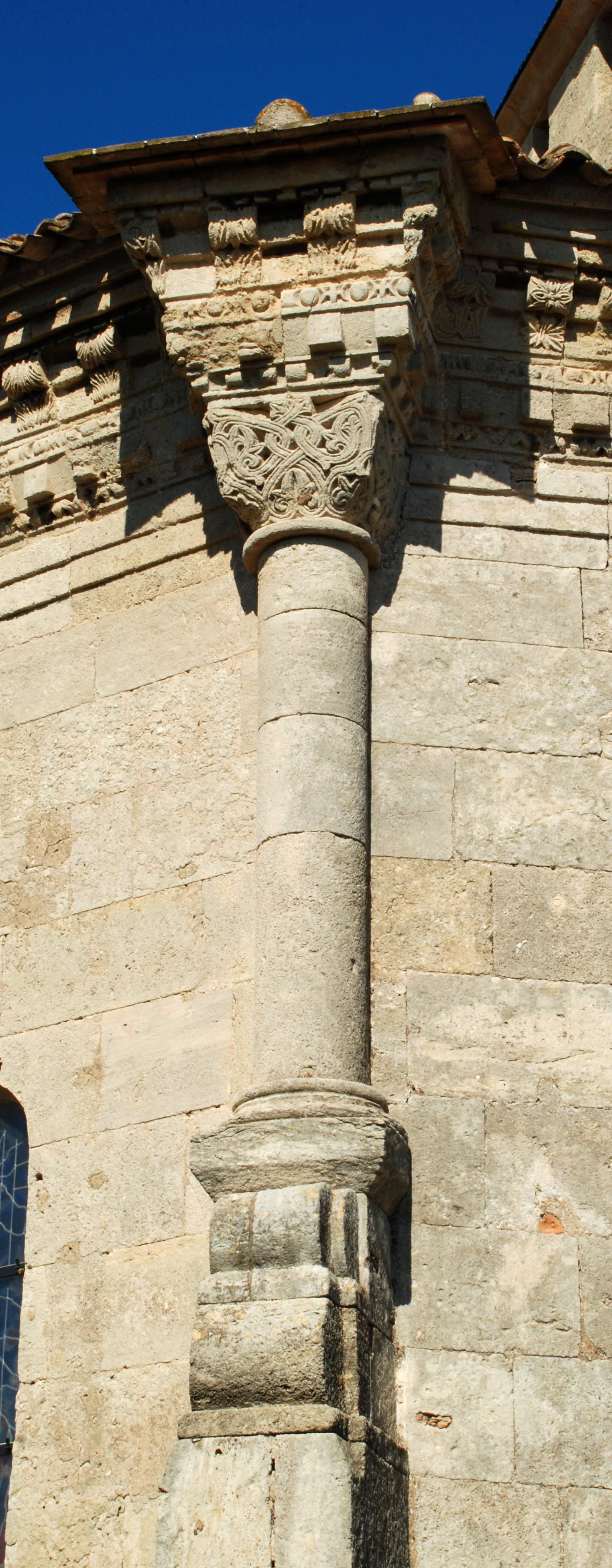
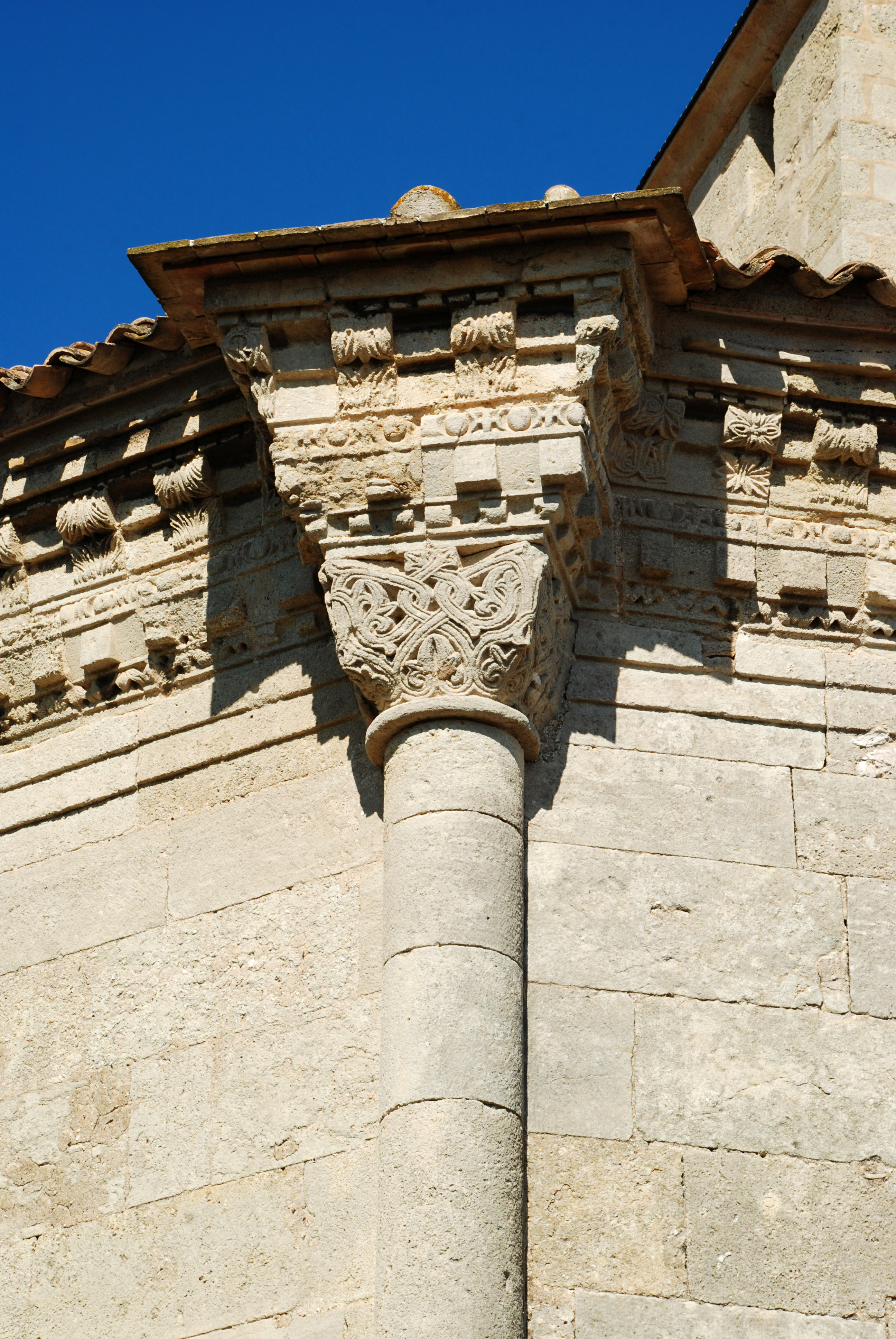
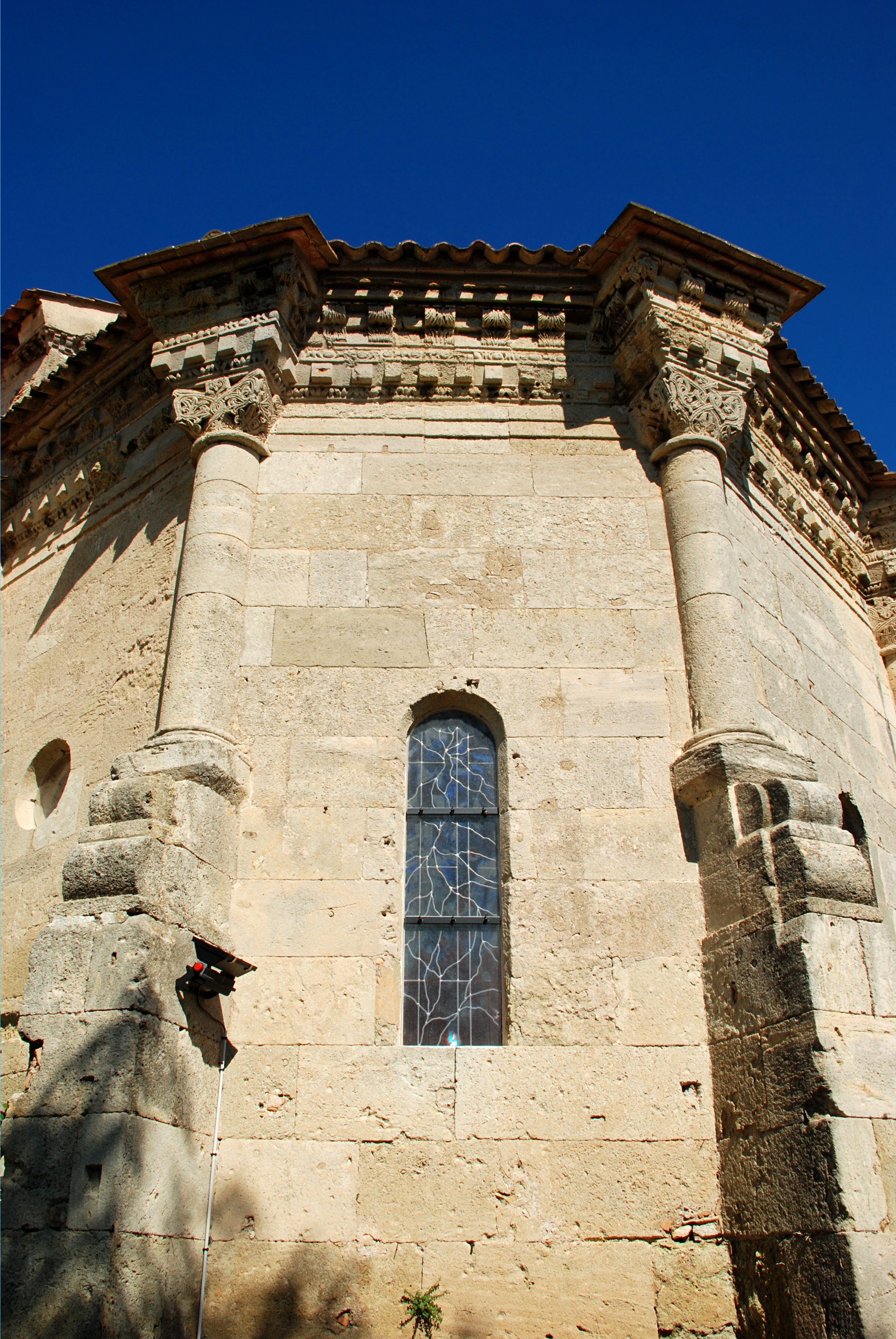
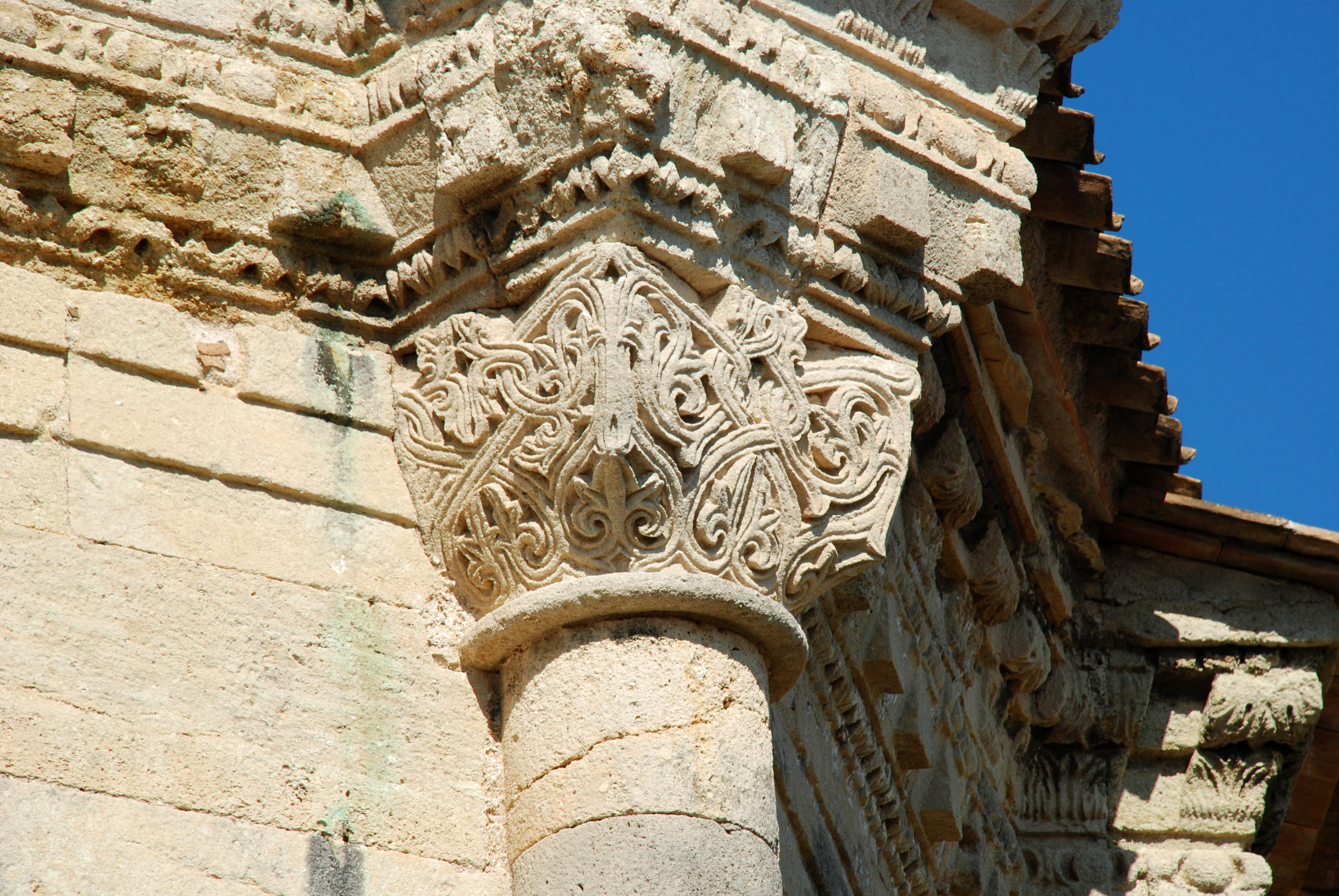
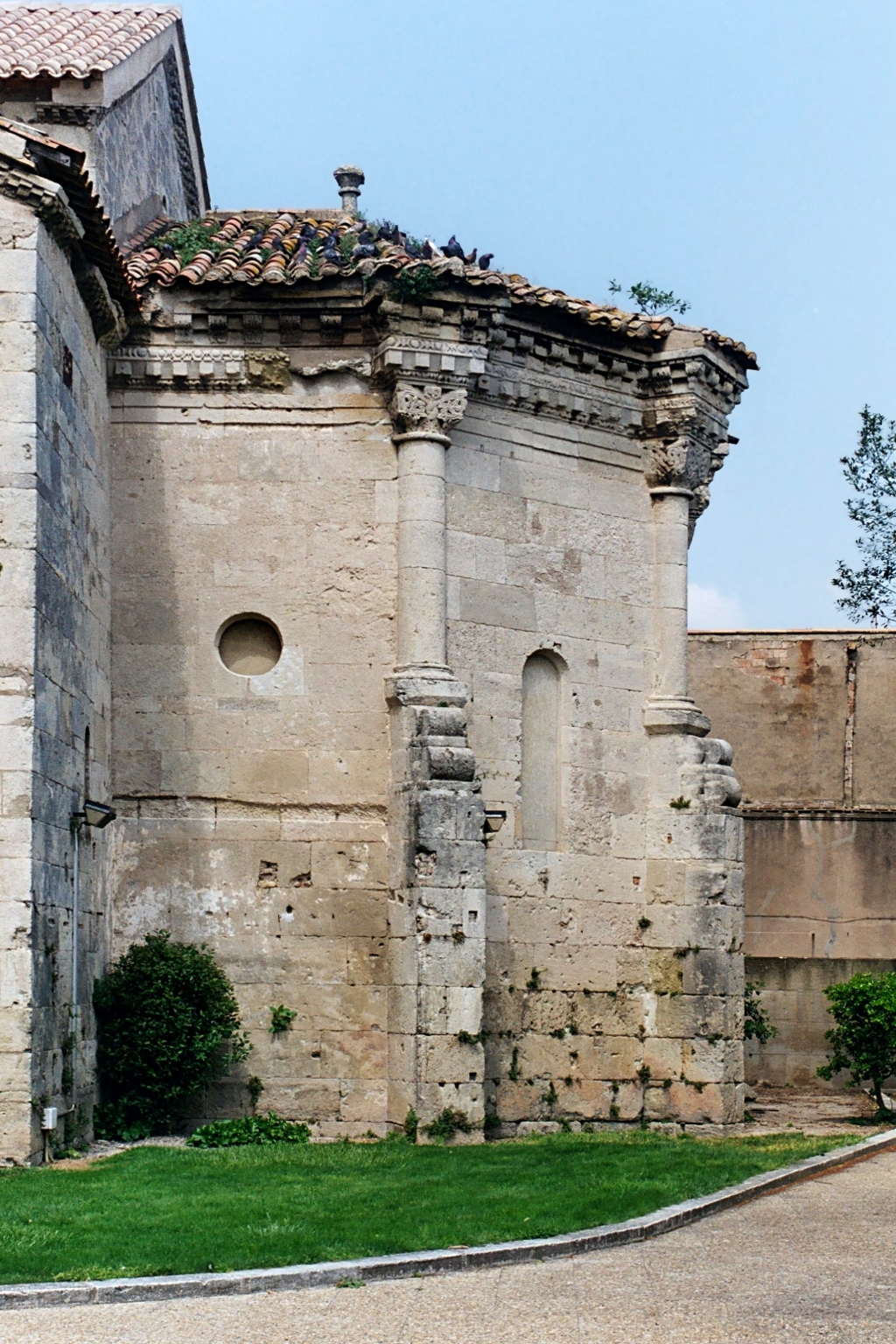
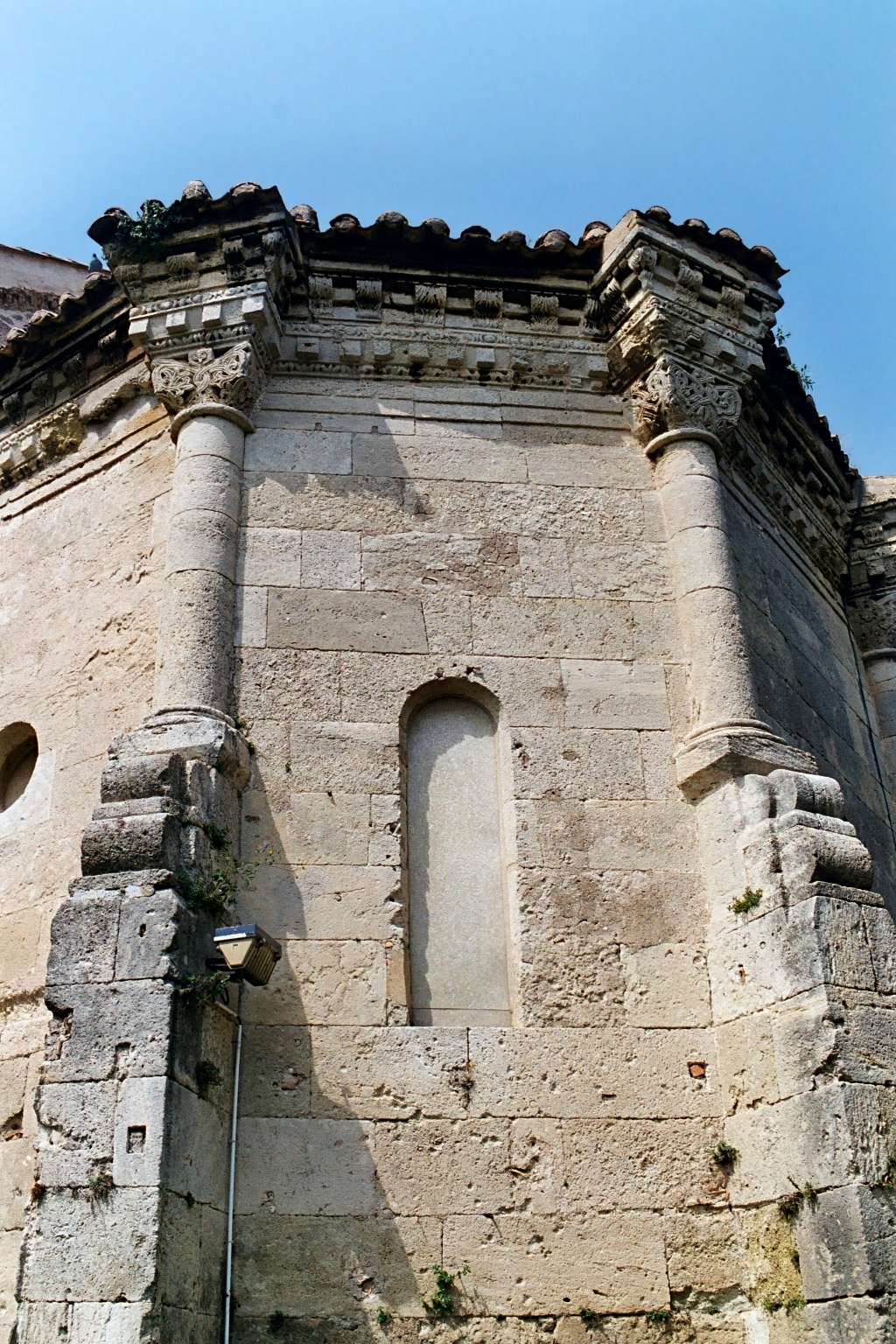
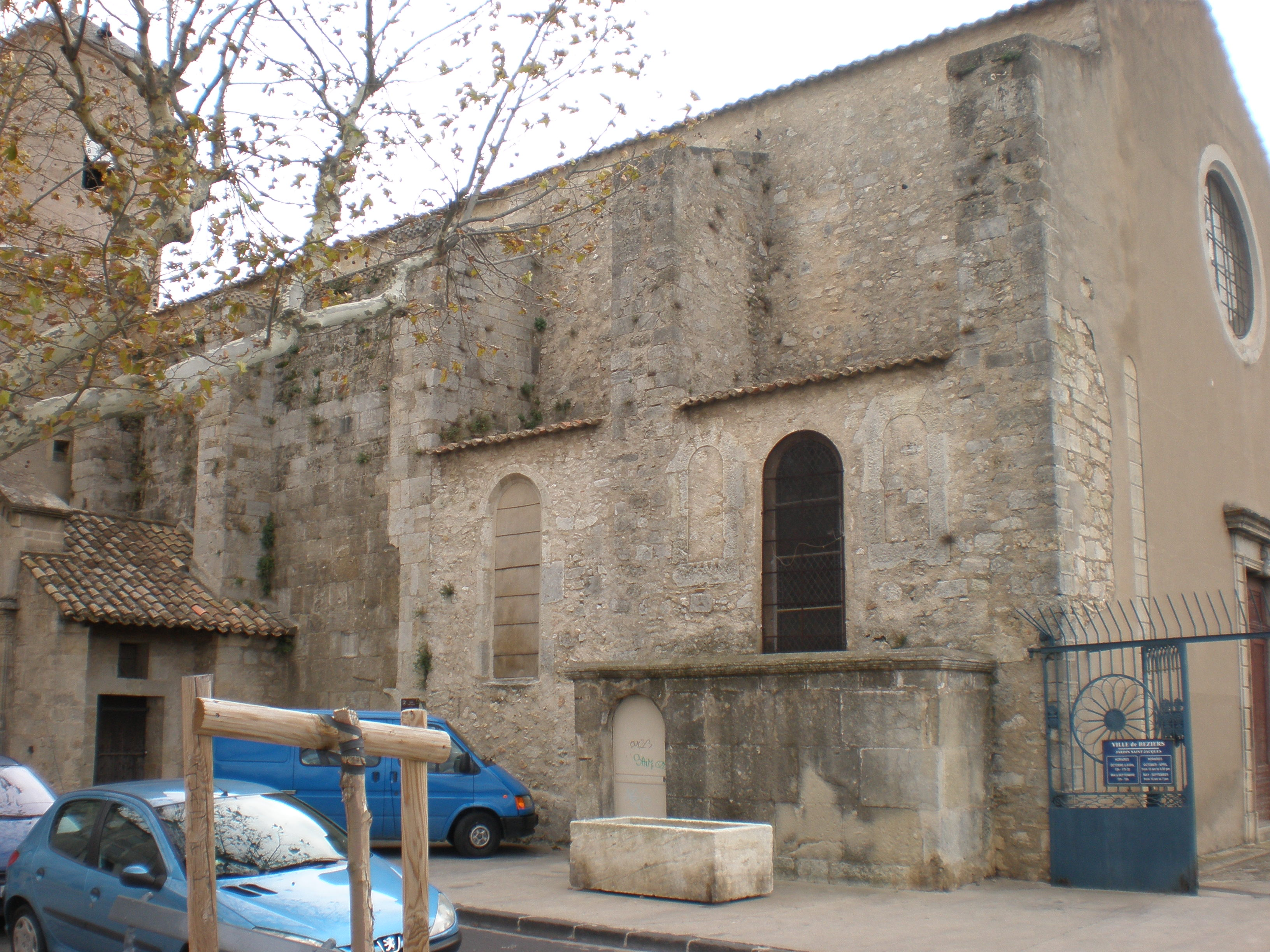
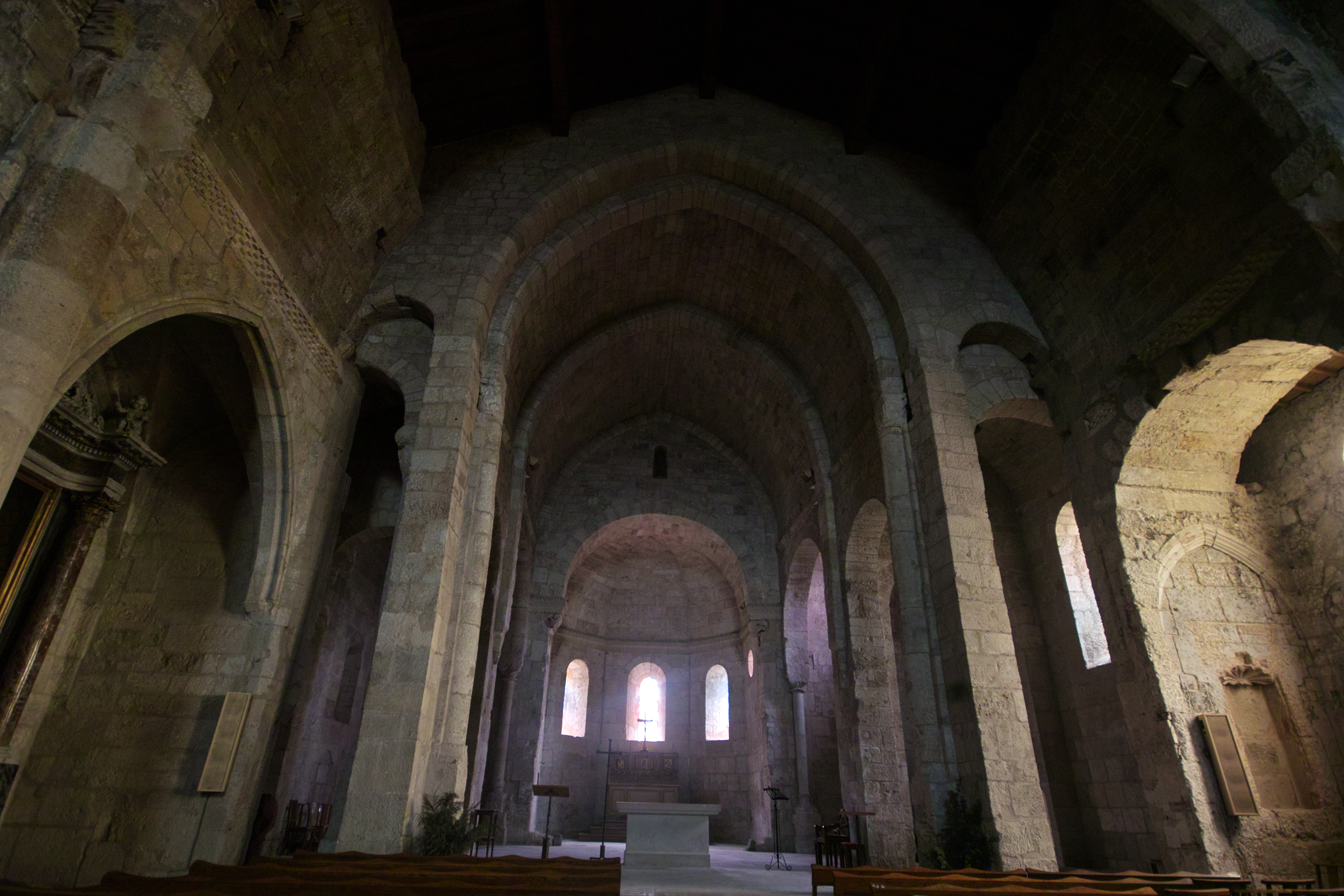
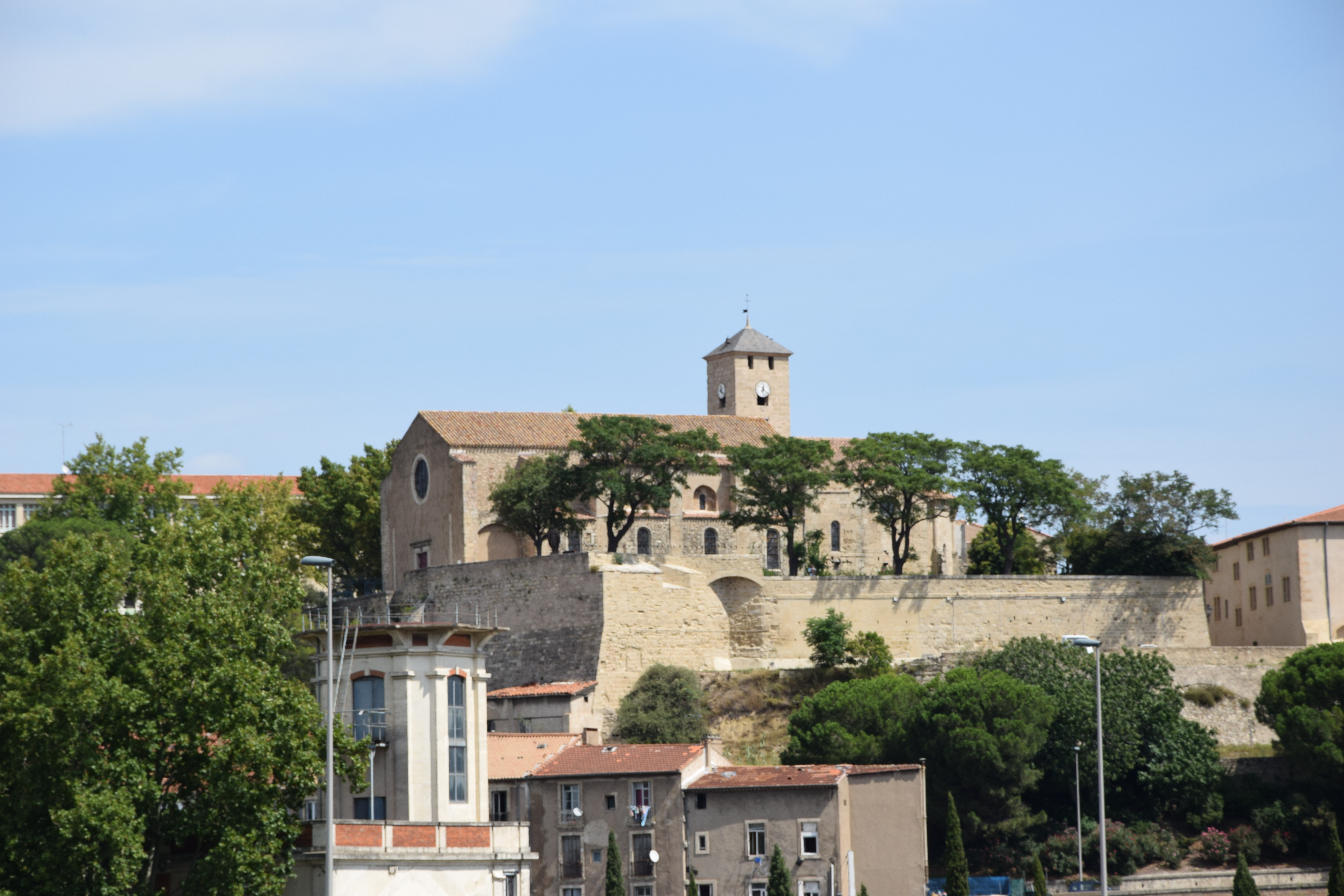
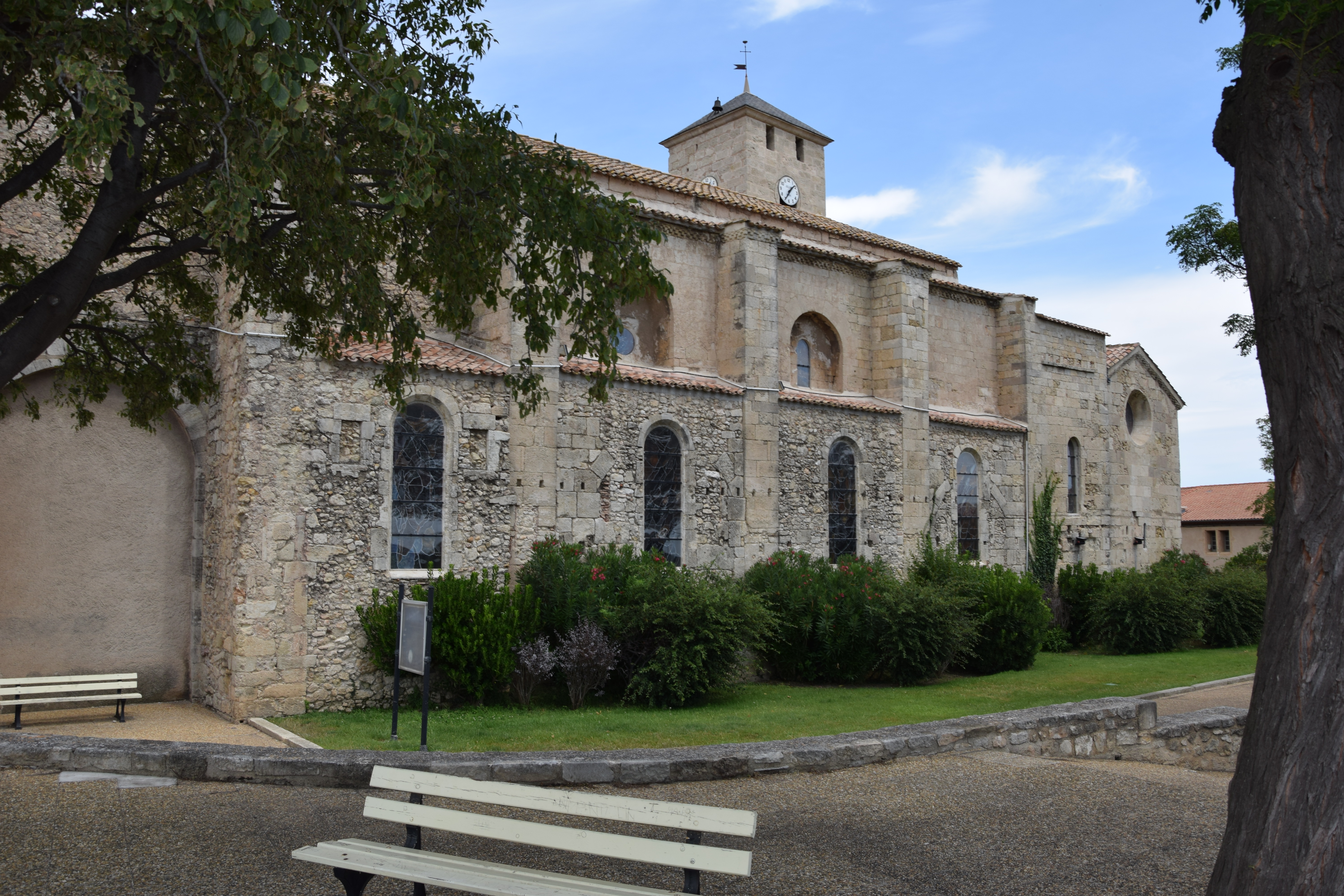
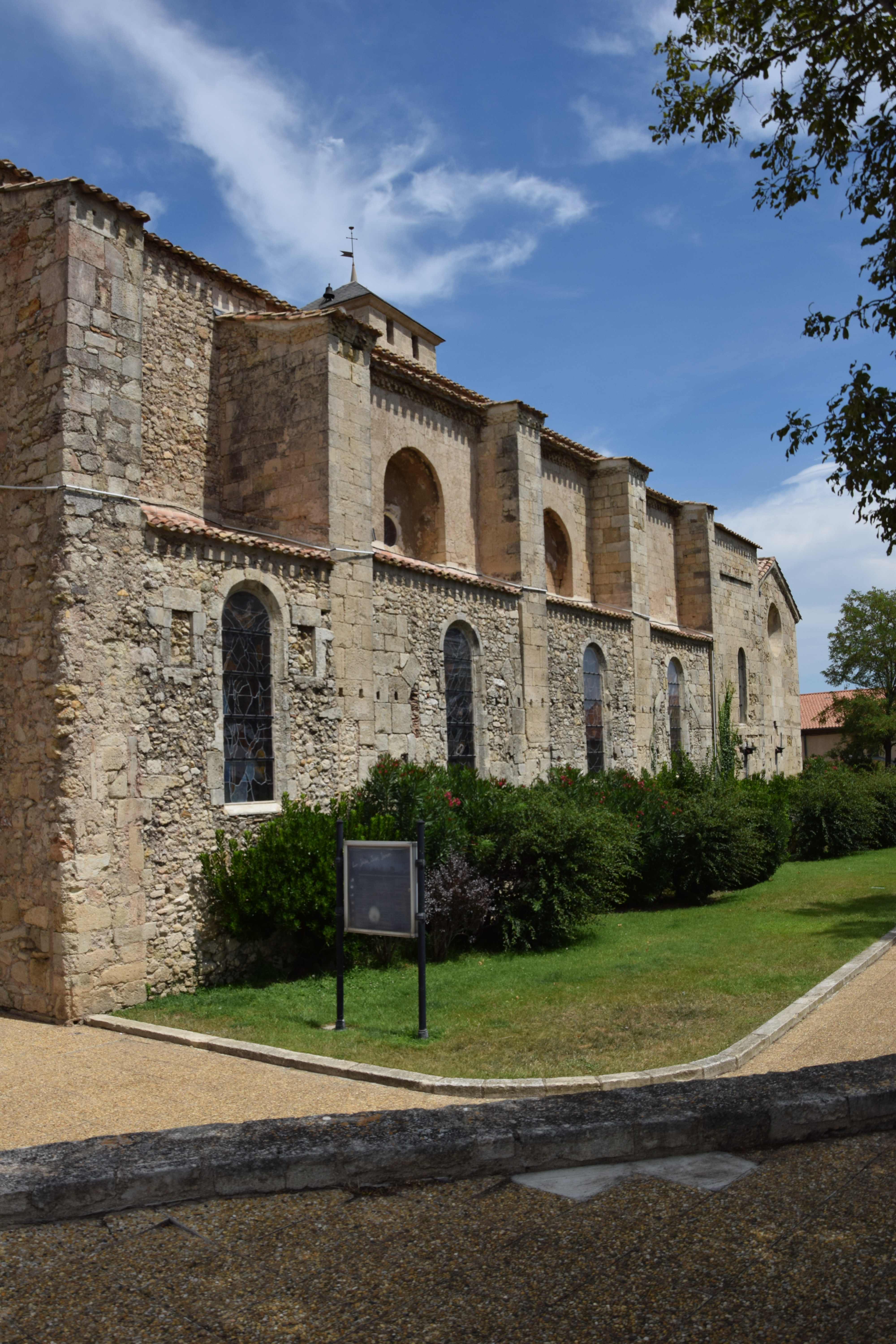